# Heraclia angustella
Heraclia angustella là một loài bướm đêm trong họ Noctuidae.